# Центр экспертиз и испытаний в здравоохранении
Республиканское унитарное предприятие «Центр экспертиз и испытаний в здравоохранении» (УП «ЦЭИЗ») — подведомственная организация Министерства здравоохранения Республики Беларусь, которая осуществляет в порядке, установленном законодательством, деятельность по обеспечению безопасности, эффективности и качества лекарственных средств, медицинских изделий и биомедицинских клеточных продуктов. Предприятие проводит мероприятия в рамках фармаконадзора, контроля качества лекарственных средств, организовывает семинары по вопросам обращения лекарственных средств, медицинских изделий и биомедицинских клеточных продуктов, оказывает консультационную помощь фармацевтическим предприятиям Республики Беларусь и др.
Ключевыми законодательными актами, которыми в своей работе руководствуются сотрудники УП «ЦЭИЗ» являются законы Республики Беларусь: «О здравоохранении», «Об обращении лекарственных средств», «Об основах административных процедур».

## История
УП «ЦЭИЗ» создано приказом Министерства здравоохранения Республики Беларусь № 250 от 15 октября 1997 г. с целью проведения скоординированной политики в сфере обращения лекарственных средств и медицинских изделий.
В структуру Центра вошли 4 основных подразделения: управление лекарственных средств, управление гигиенической регламентации и регистрации, управление медицинской техники и управление лицензирования и инспекции.
30 апреля 1999 г. — УП «ЦЭИЗ» было аккредитовано Государственным комитетом по стандартизации Республики Беларусь в качестве органа по сертификации медицинской техники и медицинских изделий (в настоящее время входящий в состав предприятия орган по сертификации продукции «Медика»).
5 мая 1999 г. — Республиканская контрольно-аналитическая лаборатория БелРПП «Фармация» вошла в состав предприятия.
С 29 мая 2000 г. — Республиканская контрольно-аналитическая лаборатория аккредитована в Национальной системе аккредитации Республики Беларусь.
2003 г. — создана Республиканская клинико-фармакологическая лаборатория;
2005 г. — вышел первый номер журнала «Новости экспертизы и регистрации» издаваемый предприятием.
2006 г. — создана Лаборатория фармакопейного и фармацевтического анализа. Республика Беларусь присоединилась к Международной программе мониторинга безопасности лекарственных средств Всемирной организации здравоохранения. Организована работа в рамках сотрудничества с Международным центром мониторинга безопасности лекарственных средств ВОЗ в Упсале (Швеция).
2007—2009 гг. — вышло первое издание Государственной фармакопеи Республики Беларусь в трёх томах.
2009—2010 гг. — создана корпоративная сеть «Контрольно-аналитическая лаборатория», объединяющая 12 аккредитованных лабораторий.
2012 г. — Республика Беларусь получила гранд ВОЗ за разработанный специалистами лаборатории проект плана по осуществлению мониторинга безопасности применения антиретровирусных лекарственных средств. Республиканская контрольно-аналитическая лаборатория включена в Перечень преквалифицированных лабораторий по контролю качества ВОЗ.
2012—2016 гг. — вышло второе издание Государственной фармакопеи Республики Беларусь в двух томах.
2013 г. — Лаборатория фармакопейного и фармацевтического анализа получила статус официальной лаборатории по контролю лекарственных средств (ОMCL) и присоединилась к общеевропейской сети GEON на правах ассоциированного члена. Создано Управление консалтинговой деятельности, которое в 2015 переименовано в Управление надлежащих фармацевтических практик.
16 октября 2017 г. — Управление надлежащих фармацевтических практик приказом Министерства здравоохранения включено в организационную структуру фармацевтического инспектората Министерства здравоохранения Республики Беларусь.
2018 г. — приняты первые досье на регистрацию лекарственных средств по правилам ЕАЭС.
2019 г. — обеспечено электронное информационное взаимодействие между уполномоченными органами государств — членов ЕАЭС.
2020 г. — приняты первые досье на регистрацию медицинских изделий по правилам ЕАЭС.
2021 г. — сотрудники Республиканской клинико-фармакологической лаборатории получили членство в ISoP (Международное общество фармаконадзора).
2022 г. — управление надлежащих фармацевтических практик передано государственному учреждению «Государственный фармацевтический надзор в сфере обращения лекарственных средств «Госфармнадзор».

## Структура и функции
Управление лекарственных средств осуществляет:
- организацию и проведение комплекса предварительных технических работ, связанных с государственной регистрацией (подтверждением государственной регистрации) лекарственных средств и фармацевтических субстанций, внесением изменений в регистрационные досье;
- проведение экспертизы документов, подготовку заключений (разрешительных документов) о согласовании выдачи лицензий на ввоз на таможенную территорию Евразийского экономического союза или вывоз с таможенной территории Евразийского экономического союза наркотических средств, психотропных веществ или их прекурсоров
- подготовку заключений (разрешительных документов) на ввоз ограниченных к перемещению через Государственную границу Республики Беларусь зарегистрированных и незарегистрированных лекарственных средств;
- участие в разработке нормативных правовых актов, в том числе в рамках ЕАЭС, в сфере обеспечения безопасности, эффективности и качества лекарственных средств.

Управление медицинских изделий осуществляет:
- организацию и проведение комплекса предварительных технических работ, связанных с государственной регистрацией (перерегистрацией), внесением изменений в регистрационное досье на медицинские изделия отечественного и зарубежного производства в том числе государственную регистрацию медицинских изделий поставляемых в ограниченном количестве для государственных организаций здравоохранения в целях выполнения ими международных программ в области здравоохранения; для экстренных нужд государственных организаций здравоохранения, в том числе для устранения последствий стихийных бедствий, катастроф, эпидемических заболеваний, в других исключительных случаях, а также для лечения ограниченных контингентов пациентов, включая пациентов с редко встречающейся патологией; в качестве иностранной безвозмездной помощи;
- организацию и проведение работ по мониторингу качества, безопасности и эффективности медицинских изделий;
- организацию работ по выдаче заключений о возможности проведения работ (услуг) по техническому обслуживанию и ремонту медицинской техники;
- сертификацию медицинских изделий;
- выполнение работ по регистрации единой формы декларации о соответствии медицинских изделий, приборов и оборудования требованиям технического регламента Таможенного союза ТР ТС 02/02011 «Электромагнитная совместимость технических средств»;
- участие в разработке нормативных правовых актов, в том числе в рамках ЕАЭС, в сфере обеспечения безопасности, эффективности и качества медицинских изделий.
- проведение комплекса технических работ, связанных с проведением экспертиз, инспектирования производства медицинских изделий, испытаний и других исследований для осуществления регистрации, внесения изменений в регистрационное досье и иных связанных с регистрацией медицинских изделий процедур в рамках Евразийского экономического союза.

Лаборатория фармакопейного и фармацевтического анализа осуществляет:
- специализированную экспертизу соответствующих разделов документов на соответствие лекарственного средства требованиям по безопасности и качеству с учётом их фармацевтических особенностей и апробацию методик контроля качества лекарственных средств, необходимых для государственной регистрации (подтверждения государственной регистрации), внесения изменений в регистрационные досье лекарственных средств;
- специализированную экспертизу соответствующих разделов документов на соответствие лекарственного средства требованиям по безопасности и качеству с учётом их фармацевтических особенностей в рамках регистрации, подтверждения регистрации лекарственных средств, внесению изменений в регистрационное досье на ранее зарегистрированное лекарственной средство и проведение лабораторных испытаний в целях формирования общего рынка лекарственных средств в рамках Евразийского экономического союза;
- апробацию и контроль качества лекарственных препаратов при назначении их клинических испытаний;
- контроль качества лекарственных средств и фармацевтических субстанций по отдельным показателям;
- актуализацию и подготовку к изданию Государственной фармакопеи Республики Беларусь, участие в разработке Фармакопеи Евразийского экономического союза;
- участие в разработке нормативных правовых актов, в том числе в рамках ЕАЭС, в сфере обеспечения качества лекарственных средств.

Республиканская клинико-фармакологическая лаборатория осуществляет:
- экспертизу клинико-фармакологической части регистрационных досье;
- экспертизу программ клинических испытаний;
- мониторинг безопасности лекарственных средств;
- экспертизу рекламных материалов;
- проведение аналитического этапа биоэквивалентных испытаний и теста сравнительной кинетики растворения лекарственных средств;
- участие в разработке нормативных правовых актов, в том числе в рамках ЕАЭС, в сфере обеспечения эффективности и безопасности лекарственных средств.

Республиканская контрольно-аналитическая лаборатория осуществляет:
- контроль качества лекарственных средств и защиту потребителя от реализации на территории Республики Беларусь некачественных и фальсифицированных лекарственных средств;
- участие в разработке нормативных правовых актов, в том числе в рамках ЕАЭС, в сфере обеспечения качества лекарственных средств.

Область аккредитации постоянно пополняется новыми методами испытаний согласно методикам Государственной фармакопеи Республики Беларусь. В 2020 г. подтвердила соответствие внутренней системы менеджмента требованиям международного стандарта ГОСТ 17025-2019. В мае 2012 г. получила от Всемирной организации здравоохранения положительный отчёт с признанием функционирующей системы менеджмента как соответствующей требованиям ВОЗ. По результатам проведённой в 2019 г. проверки инспекторами Всемирной организации здравоохранения в рамках переквалификации лаборатория признана соответствующей требованиям международных стандартов.

### Издания
Государственная фармакопея Республики Беларусь в двух томах:
- том 1 «Общие методы контроля лекарственных средств»;
- том 2 «Контроль качества субстанций для фармацевтического использования и лекарственного растительного сырья».

Издание содержит обязательные стандарты и положения, регламентирующие качество лекарственных средств и субстанций для фармацевтического использования: общие статьи на методы анализа (физические, физико-химические, биологические и фармакогностические методы, определение подлинности, определение примесей, количественное определение, фармацевтико-технологические испытания), контейнеры, реактивы, общие тексты (по микробиологии, по биологическим продуктам, общие статьи и таблицы физических характеристик), экстемпоральные лекарственные средства, общие статьи, дозированные лекарственные формы, гомеопатические лекарственные средства.
Ежемесячный информационно-аналитический и научно-практический журнал «Новости экспертизы и регистрации».
В издании публикуются нормативно-правовые документы, регламентирующие обращение лекарственных средств и медицинских изделий, авторские научные статьи, материалы международных научных конференций, а также информация, касающаяся вопросов обращения лекарственных средств и медицинских изделий в рамках ЕАЭС и других аспектов медицинской и фармацевтической деятельности.

## Международное сотрудничество
УП «ЦЭИЗ» подписал ряд документов о сотрудничестве в области экспертизы лекарственных средств, медицинских изделий и контроля их качества, фармнадзора лекарственных средств, мониторинга побочных действий медицинских изделий, а также обмена информацией в области обращения лекарственных средств и медицинских изделий с Государственным центром экспертизы и стандартизации лекарственных средств, изделий медицинского назначения и медицинской техники (Узбекистан), Национальным центром экспертизы лекарственных средств и медицинских изделий (Республика Казахстан), Научным центром экспертизы средств медицинского применения (Российская Федерация), Институтом культуры и экономики Цзиньтай (КНР).
В мае 2021 года в индустриальном парке «Великий камень» состоялось подписание меморандума о сотрудничестве между СЗАО «Компания по развитию индустриального парка» и УП «Центр экспертиз и испытаний в здравоохранении».
C 2021 активизировалось сотрудничество с кубинскими коллегами. Так начале февраля 2022 года в Минске были представлены кубинские вакцины от COVID-19. Начались переговоры о развитии белорусско-кубинского сотрудничества в сфере здравоохранения и фармацевтической промышленности (на котором обсуждали вопросы реализации проектов по поставке белорусских лекарственных препаратов на Кубу и локализации производства ряда кубинских лекарственных препаратов в Беларуси). 26 апреля 2022 года в Гаване был подписан меморандум о взаимопонимании между Центром экспертиз и испытаний в здравоохранении Министерства здравоохранения Республики Беларусь и Центром государственного контроля медикаментов, оборудования и медицинских приборов Республики Куба, предусматривающий развитие сотрудничества, обмен опытом и проведение совместных исследований в области медицины . 27 июля 2022 года в Беларуси зарегистрирована белковая субъединичная вакцина против COVID-19 Soberana Plus, производимая Национальным центром биопрепаратов (BioCen). Таким образом Soberana Plus, стала первой кубинской вакциной против COVID-19 зарегистрированной на европейском пространстве.
В рамках официального визита Президента Республики Беларусь в Республику Зимбабве 31 января был подписан зимбабвийско-белорусский меморандум в области фармацевтики между УП «Центр экспертиз и испытаний в здравоохранении», РУП «Белмедпрепараты» и Skues Varichem C.A.P.S.